# Calfă
O calfă (sau calfă călătoare; în germană Geselle/ Wandergeselle) este un muncitor calificat care a încheiat o perioadă de ucenicie într-o meserie și își desăvârșește uneori pregătirea profesională prin acumularea de experiență în cursul unui stagiu practic de călătorie prin diferite orașe (Wanderjahre). Acesta este considerat competent și autorizat să lucreze în acel domeniu ca un muncitor complet calificat. O calfă obține un atestat prin absolvirea unui curs de ucenici, prin efectuarea unei perioade de pregătire practică și prin examinare de către meșteri.
Deși o calfă a obținut un atestat profesional și este capabil să lucreze ca angajat, ea nu este încă în măsură să lucreze ca meșter pe cont propriu.
Termenul de calfă a fost inițial utilizat în cadrul breslelor medievale. Calfele erau plătite în fiecare zi. Fiecare breaslă recunoștea în general trei grupe de lucrători: ucenici, calfe și meșteri. O calfă, fiind un muncitor calificat, putea deveni meșter și conduce propria sa afacere, dar cele mai multe continuau să lucreze ca angajați.
Fiecare breaslă avea regulamente pentru a promova meseriași responsabili, care erau răspunzători pentru munca lor, și pentru a proteja comerțul individual și publicul larg de muncitori necalificați. Pentru a deveni meșter, o calfă trebuie să prezinte breslei o creație individuală pentru a fi evaluată. Numai după evaluare o calfă putea fi admisă în breaslă ca meșter. Uneori, unei calfe i se cerea să urmeze o călătorie de lucru de trei ani, care era numită anii de călătorie. Tradiția calfelor călătoare este încă vie în statele scandinave (e.g. Danemarca) precum și în statele vorbitoare de limbă germană dar și în Franța. În România, tradiția calfelor călătoare este încă practicată în anumite locuri din Transilvania, cel mai notabil în județul Sibiu sau în alte zone unde au existat (și încă există) comunități săsești.

## Origine

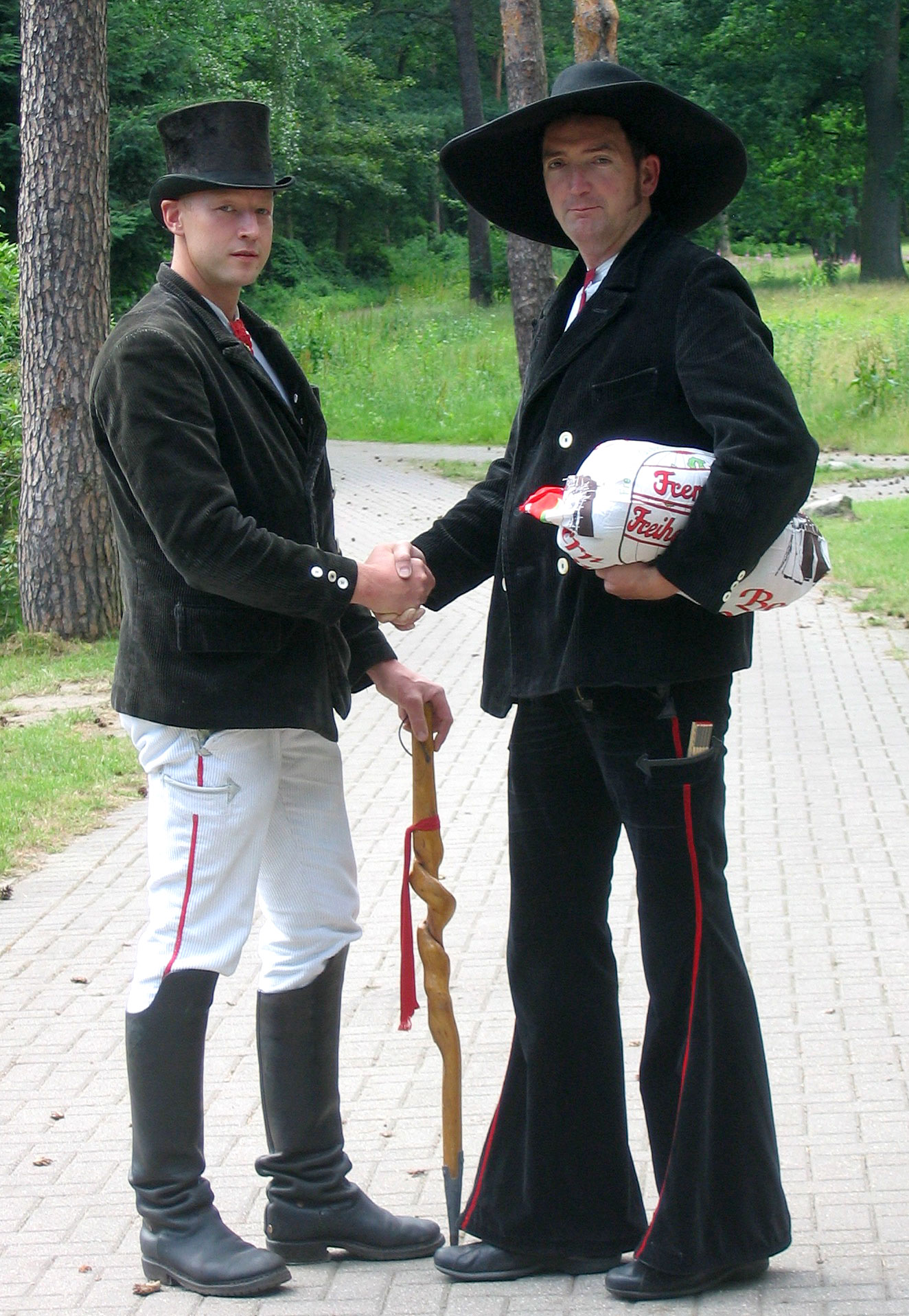
Calfe germană în uniforme tradiționale în timpul anilor de călătorie.

Calfa este un muncitor calificat care are dreptul de a percepe o plată pentru fiecare zi de muncă. O calfă a încheiat o perioadă de ucenicie, dar este angajat de un alt meseriaș cu rang de meșter, dar poate locui în afara atelierului și poate avea o familie proprie. O calfă nu poate să angajeze alți lucrători. În contrast, un ucenic depindea de un meșter, de obicei, pentru un termen fix de șapte ani și locuia în casa meșterului, primind o remunerație sub formă de produse alimentare, cazare și formare profesională.
În unele părți ale Europei, precum Germania din Evul Mediu târziu, călătoria calfei (Wanderjahre) dintr-un oraș în altul pentru a câștiga experiență, lucrând în diferite ateliere, reprezenta o parte importantă a formării unui meșter aspirant. Tâmplarii și ceilalți meseriași din țările vorbitoare de limba germană și-au păstrat tradiția calfelor călătoare chiar și astăzi, dar numai câteva bresle încă o mai practică. În Franța, cafele care călătoreau erau cunoscute sub numele de compagnons.

## Epoca modernă
În sistemele moderne de ucenicie, o calfă posedă un certificat profesional care atestă finalizarea unei perioade de ucenicie. În multe țări, el este cel mai înalt rang formal, deoarece rangul de meșter a fost eliminat, și meseriașii de acest rang pot efectua toate activitățile meșteșugărești, să-i supravegheze pe ucenici și să-și deschidă afaceri proprii.
În Germania, cu toate acestea, meșterii meșteșugari, după finalizarea stagiilor de ucenicie, sunt obligați să urmeze cursuri part-time care durează între trei și patru ani sau cursuri full-time care durează un an.

## Galerie

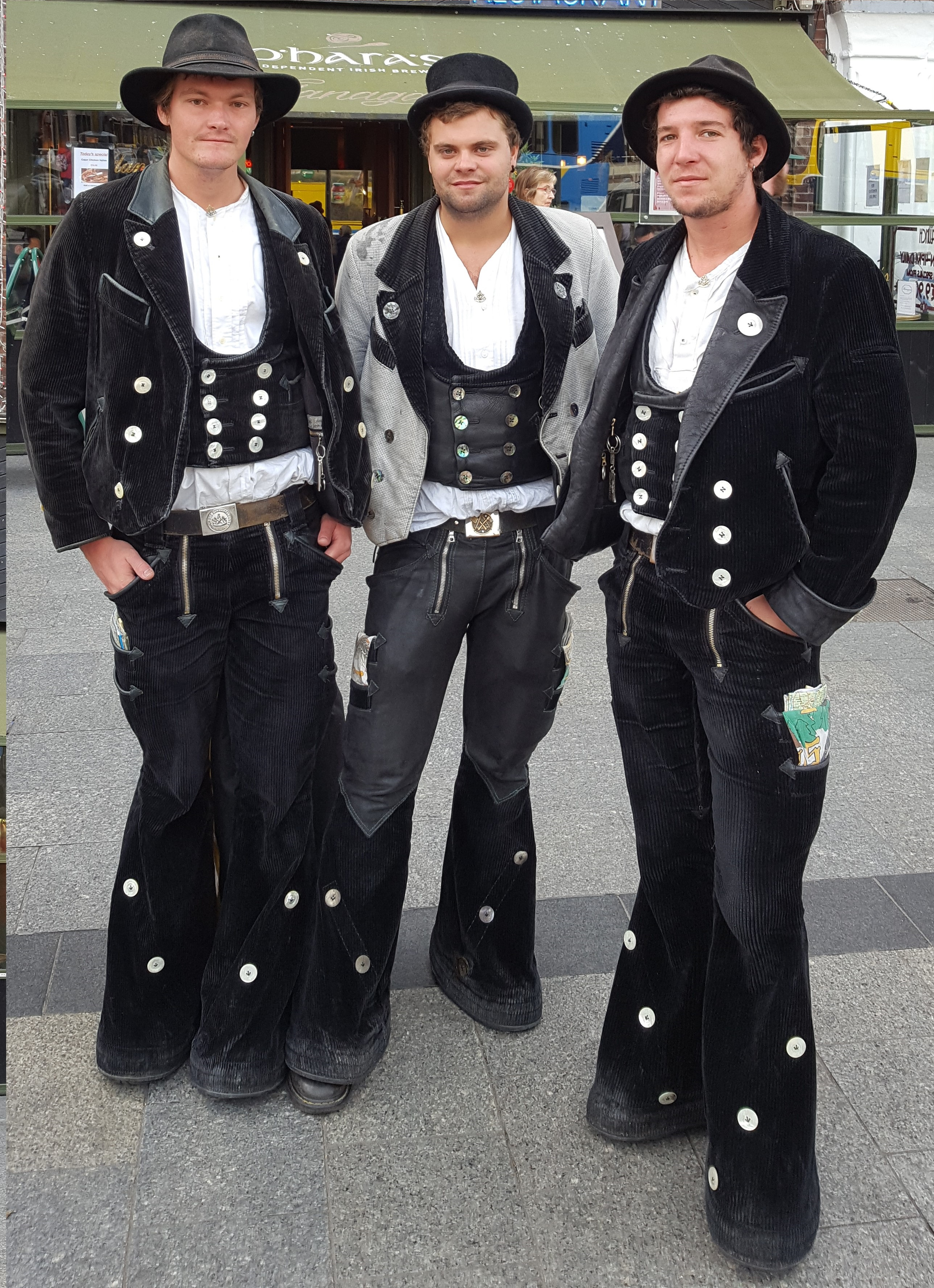
Calfe călătoare în Irlanda
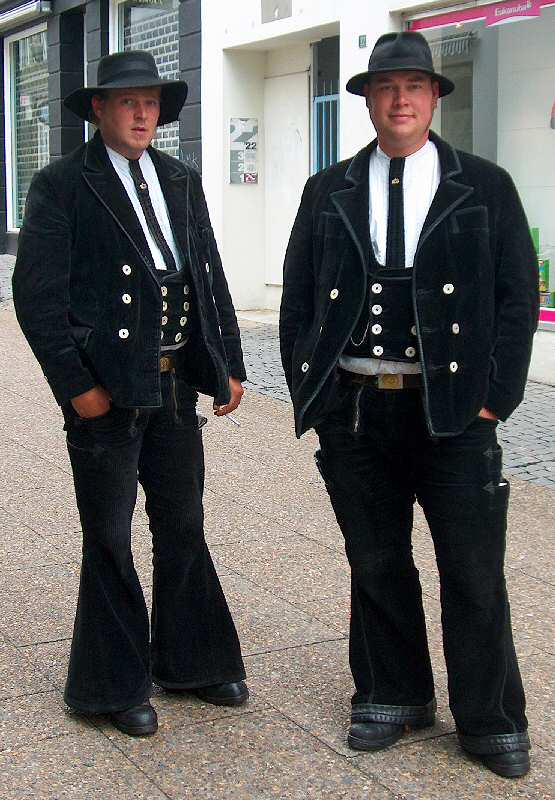
Două calfe călătoare în Aarhus, Iutlanda, Danemarca
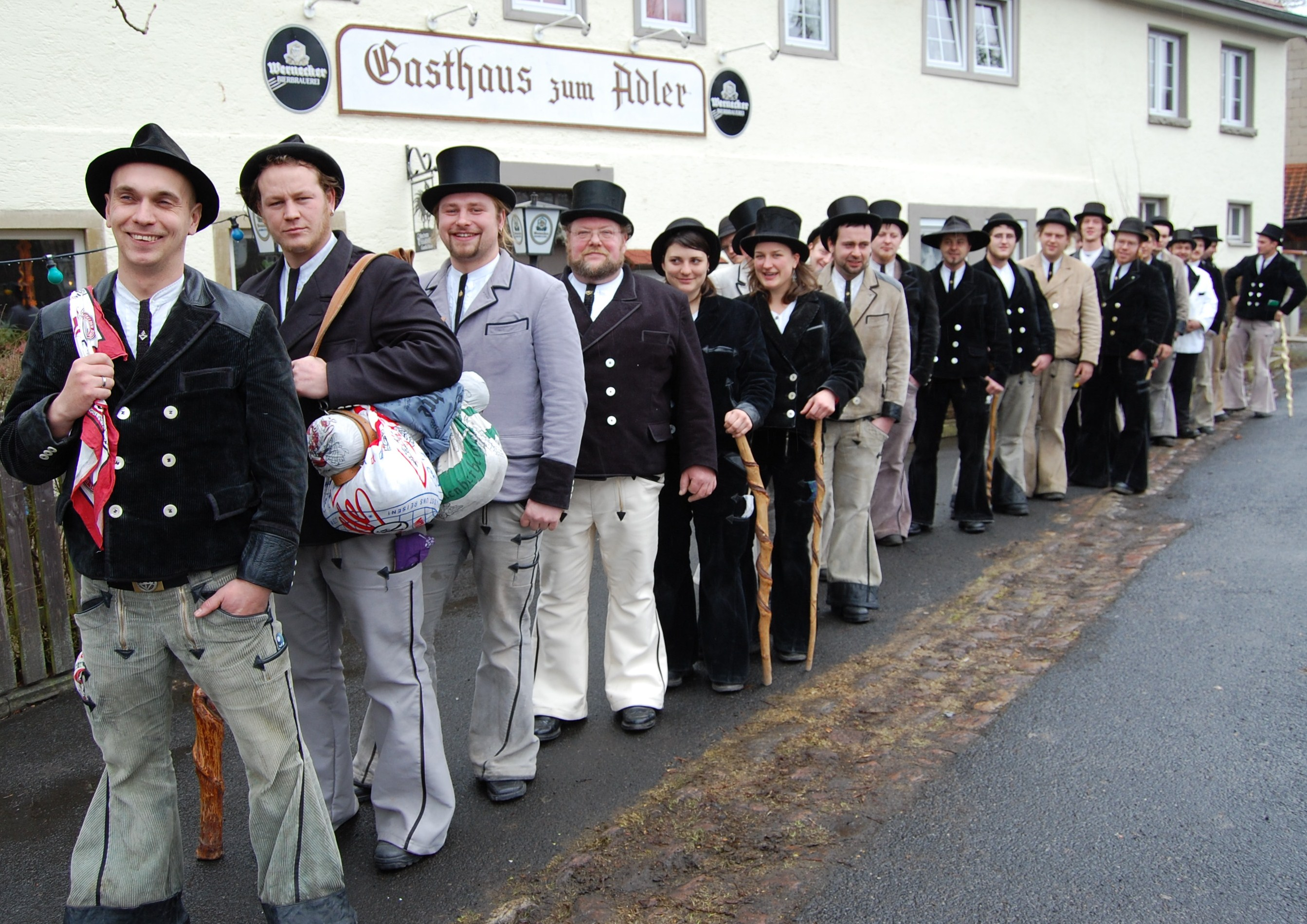
Calfe călătoare meșteșugari în Bad Kissingen, Bavaria, sud-estul Germaniei
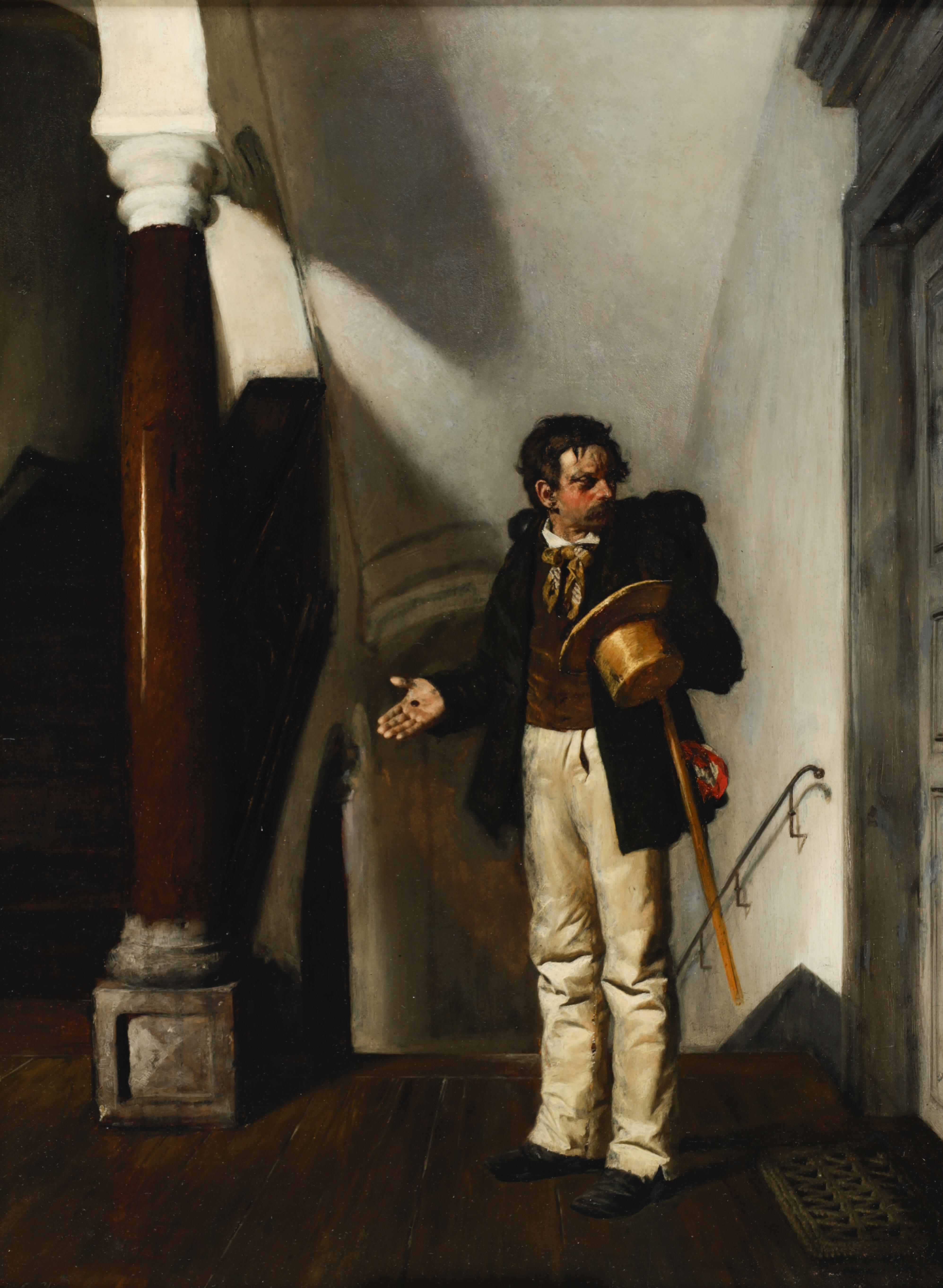
Calfa călătoare (în germană Der Geselle), pictură realizată de austriacul Karl Kronberger